# Pueblo Bonito

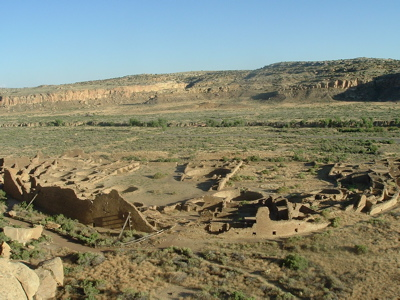
Pueblo Bonito, egy Chaco-stílusú Nagy Ház vagy Magas Ház

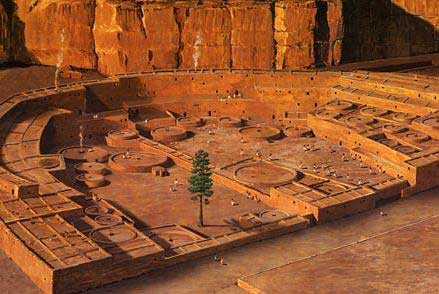
Pueblo Bonito digitális rekonstrukciója

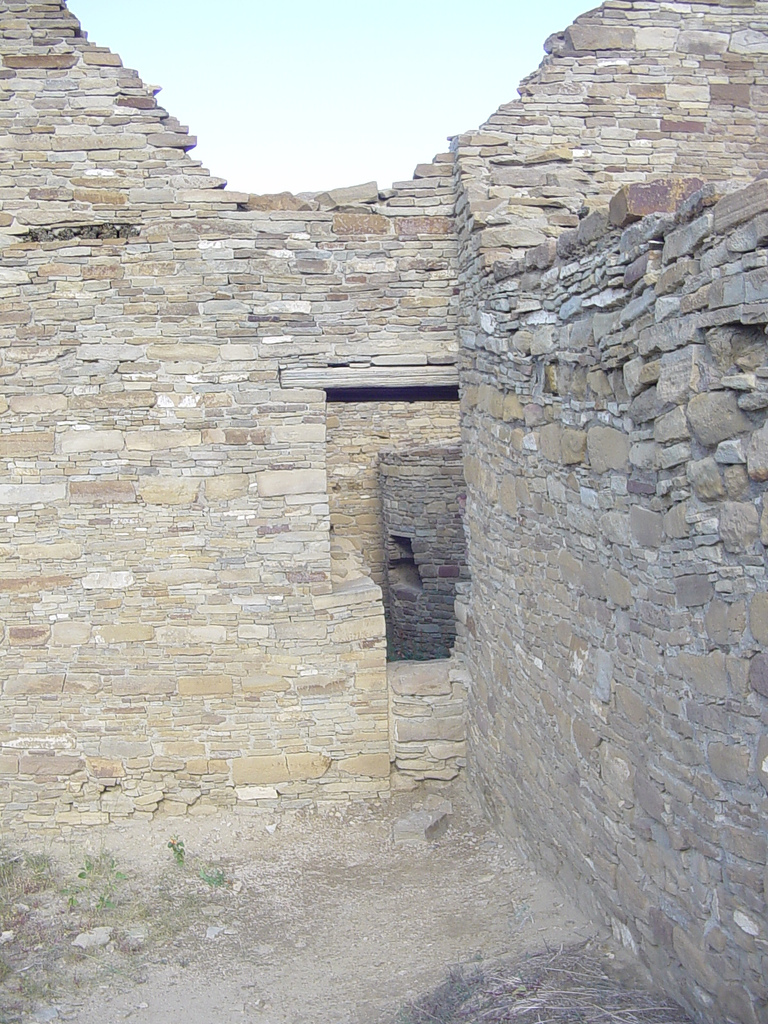
Egy ajtó, amely eredetileg T alakú volt, később egy átépítés során az egyik felét elfalazták, magasított küszöbbel látták el, így emelt ajtó lett. Mindkét fal (amiben az ajtó van és a későbbi) a harmadik építési szakaszra jellemző falazattal készült

A Pueblo Bonito („Gyönyörű Falu”) az anasázik kilenc chacói pueblója közül a legnagyobbik volt. Kilenc darab többemeletes lakóépület romjai alkotják a Chaco-kanyon anasazi településhálózatát (chacói kultúra), ezek a közül a legjelentősebb a ma Pueblo Bonito néven ismert, majdnem másfél hektáros területű építmény. Építése a 12. században fejeződött be, ekkor 650 helyiségből állt.

## A település jelentősége
A város legnagyobb része 1020 és 1060 között épült, de még 1100 után is voltak építkezések. Douglass professzor 1929-ben már évnyi pontossággal határozta meg a dendrokronológia segítségével a település építésének időpontját: 919-ben került beépítésre a legidősebb gerenda, 1130-ban az utolsó. Idővel a Pueblo Bonito jelentős türkizfeldolgozó központtá vált. Ügyes mesterei távoli bányákból kapták a nyersanyagot, megcsiszolták, és a drágaköveket kereskedelmi cikként a déli Mexikóba szállították. Az ennek nyomán kibontakozó gazdagságra a Pueblo Bonitóban talált, változatos sokaságú egzotikus árucikk világít rá, a rézcsengőktől és tengeri kagylóktól kezdve a papagájtollakig.
A Chaco pueblói egészen más jellegűek, mint a viszonylag közeli Colorado épületei (Mesa Verde vagy Montezuma Castle), ugyanis a környező homokkő nem volt elég állékony ahhoz, hogy közvetlenül a fal alá – vagy éppenséggel bele – építkezzenek.

## Felépítése
A Pueblo Bonito kívülről erődnek tűnhetett, amit egy tömör, csaknem jellegtelen, félkör alakú fal határolt. Ám a fal egy térre néző, csaknem 700 helyiségből álló, többemeletes épületegyüttest rejtett, amely a 20. századot megelőzően a világ legnagyobb lakótömbje volt. A teret két hatalmas, kör alakú kiva (szertartási helyiség) uralta, melyek mindegyike több száz ember befogadására volt alkalmas. Ezek és a csaknem 40 kisebb kiva a puebló lakóinak élénk szellemi életéről tanúskodnak. A Pueblo Bonitót megpillantó első európai látogatók nem akarták elhinni, hogy a várost a mai puebló törzsek ősei építették, ehelyett a mezoamerikai tolték vagy azték civilizációknak tulajdonították.
Stephen H. Lakson és társai 1972-től foglalkoztak a Pueblo Bonito vizsgálatával, de először a jobb állapotban fennmaradt Pueblo Alto feltárásával kezdték. Itt meghatározták a lakóhelyiségek tipikus adatait ahhoz, hogy később a Bonito esetében már referenciaanyaguk is legyen. Arra a következtetésre jutottak, hogy Pueblo Altóban a 85 helyiségből mindössze öt szolgált lakóhelyül. Arra a megdöbbentő következtetésre jutottak, hogy Bonito építményében ugyancsak összesen öt darab lakóhelyiség volt (illetve lakás céljára szolgáló építmény), ami nem éri el Una Vida tizenegy lakóhelyiségének számát, és azonos Altóval és Pueblo del Arroyóval. A lakóhelyiségek befogadóképességét egyenként körülbelül száz főre tették, így a Chaco pueblói 500 fős átlag, de legfeljebb 1000 fős lakossággal rendelkeztek.
Közös a Chaco-pueblókban az is, hogy a lakáscélú helyiségeket 920 és 1095 között építették, a raktárcélú építmények pedig 1040 körül keletkeztek.

## Az építés szakaszai
A Pueblo Bonito négy, világosan elkülönülő szakaszban épült. A szakaszokat nemcsak térbeli kiterjedésük határozza meg, hanem mindegyiknek egyedi falazási módszere is volt. A különböző faltípusok létére egyelőre nincs kielégítő magyarázat.
Az első szakasz a 10. században keletkezett, amikor egy félkör alakú, háromrétegű szobasor, és a belülről hozzájuk kapcsolódó kivák készültek. A falazat itt nyers és szabálytalan, lapos homokkő tömbökből áll, amelyeket nagy mennyiségű sárral tapasztottak össze. A sár – mint falazóhabarcs – kitöltötte az egyenetlenségeket.
A második szakasz az 1040-es években készült. Az északi fal mentén az utakra nyíló helyiségsort toldottak hozzá, valamint elkészült a Nagy Kiva. Itt a falazatot nagyméretű, lapos és durván faragott homokkő alkotja, amit szintén sárral tapasztottak, de a hézagokat kisebb sziklatörmelék tömíti.
A harmadik szakasz az 1050-es-1060-as években volt, amikor a keleti és nyugati szárnyat toldották hozzá. Ezeknek falazata réteges; nagyobb, viszonylag egyenletesen faragott mészkőtömbsorokat kisebb, törmelékes anyagú, apróbb, de faragott sorok váltják.
A negyedik szakaszban a harmadik szakasz jó részét lerombolták, és helyettük más elrendezésű helyiségeket emeltek. A negyedik szakasz falazata egyenletes méretű, szabályosra faragott kövekből áll.

## A házak szerkezete
Az építmények jellege általában azonos, a magasházak adják a legjobb áttekintést hozzájuk. A magasház építését alapozással kezdték, fél-egy méter körüli mélységben kiásták a későbbi fal alatt a földet és nagyméretű, sárral hézagolt kövekkel töltötték fel. A legalsó szint teherhordó falait nagyon vastagra, akár egy-másfél méteresre is építették. A helyiségek kicsik, köztük emelt ajtók, ami egy rendes méretű ajtótól abban tér el, hogy rendkívül magas, félméteresnél magasabb küszöbe van. A szabad sarkokon sarokajtókat helyeztek el, a szabadba vezető ajtók sokszor T alakúak. A szabadra néző falakon szellőzőket hagytak ki. A mennyezetet két sorban, egymásra merőlegesen rögzített, majd sárral tapasztott fenyőgerendák alkották. Az emeletek hasonló méretű és elrendezésű helyiségeit egyre vékonyabb falakkal húzták fel, a falakban belül helyenként bemélyedéseket hagytak, talán polcként szolgáltak.
Egyetlen szoba felépítéséhez mintegy 45 tonna homokkövet bányásztak ki a környező, 30 méter magasságú táblahegységből, de ehhez hozzátartozik az a tény, hogy Pueblo Bonito falai minden más pueblónál vastagabbak, erősen túlméretezettek. Még nagyobb erőfeszítést igényelt azonban a mennyezetekhez és padlózatokhoz használt faanyag kivágása és szállítása, mivel a legközelebbi erdő legalább 40–80 km-re volt, és Lekson becslése szerint 215 ezer darab gerenda kellett az épülethez.
A falakat minden esetben sárral gondosan bevakolták, ez azonban már csak elvétve látszik, leginkább a zárt, föld alatti helyiségekben.

## A kanyon
A Chaco-kanyon fontos kereskedelmi útvonal volt az anasazi időkben, a Nagy Északi Út. Körülbelül kilenc kilométeres hosszon kilenc nagy település (magas ház) létezett, mai nevükön északról délre Peñasco Blanco, Kin Kletso, Pueblo del Arroyo, Pueblo Alto, Pueblo Bonito, Chetro Ketl, Hungo Pavi, Una Vida és Wijiji. A teljes chacói kultúra egy 16 km-es szakasz néhány száz építményéből áll.

## Kapcsolatai
A Chaco-kanyon az Animas-völgyön keresztül kapcsolódott az északi, coloradoi pueblókhoz. A völgyben épült az Aztec Pueblo, amelynek időbeli viszonyait már igen korán tisztázták, Douglass professzor ezen az építményen tesztelte a dendrokronológia újkeletű tudományát. Az Aztec Pueblo 1110 és 1124 között, de főleg 1111 és 1115 között épült. Szinte bizonyosan bevándorlók voltak, hiszen viszonylag nagy számú népesség gyorsan felépített egy nagy települést. A régészek egy részének véleménye szerint a telepesek a Chaco-kanyonból származtak.

## Galéria

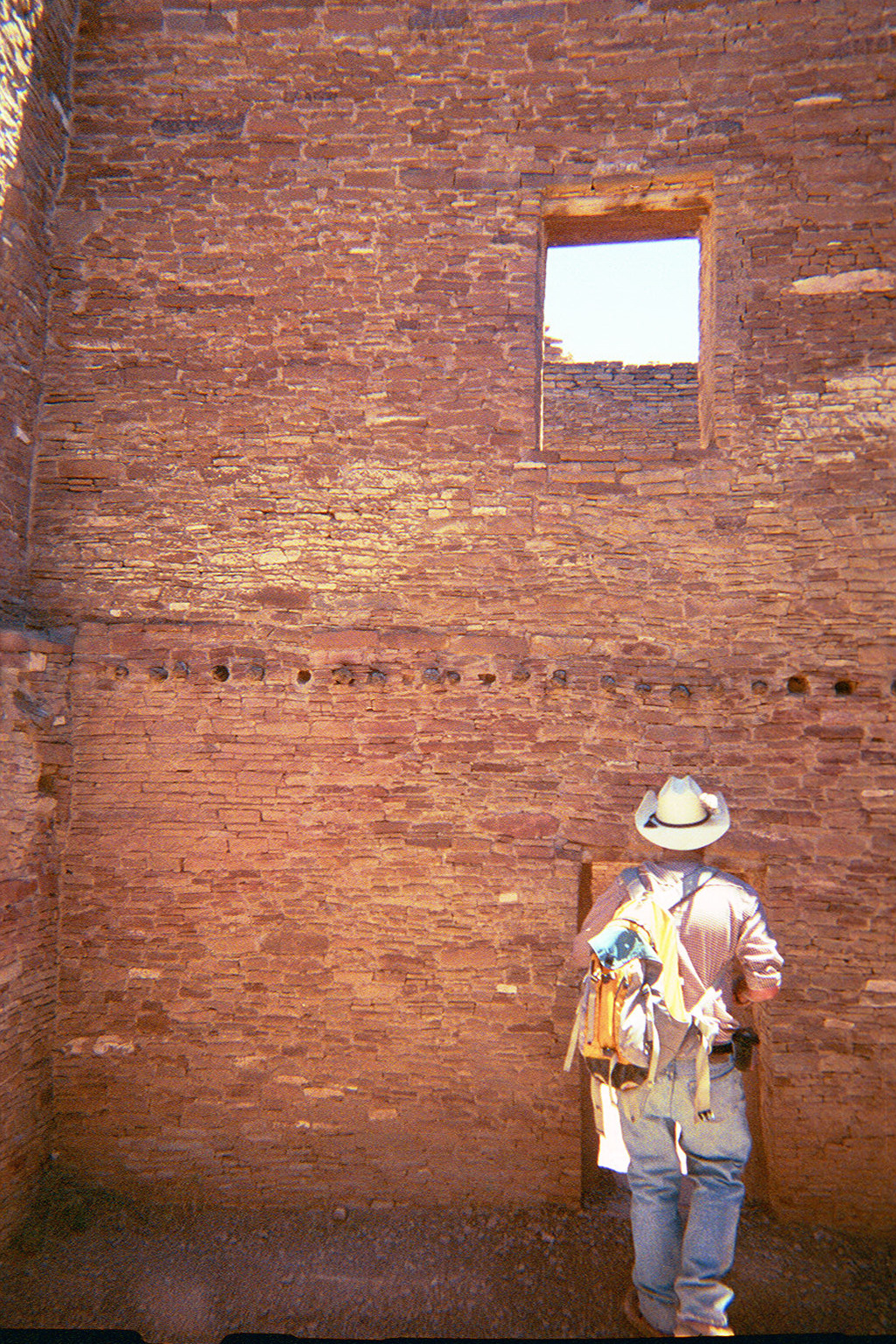
Az első szakaszra jellemző falazat egy magasházban. A mennyezet nyomai a belmagasságot jellemzik.
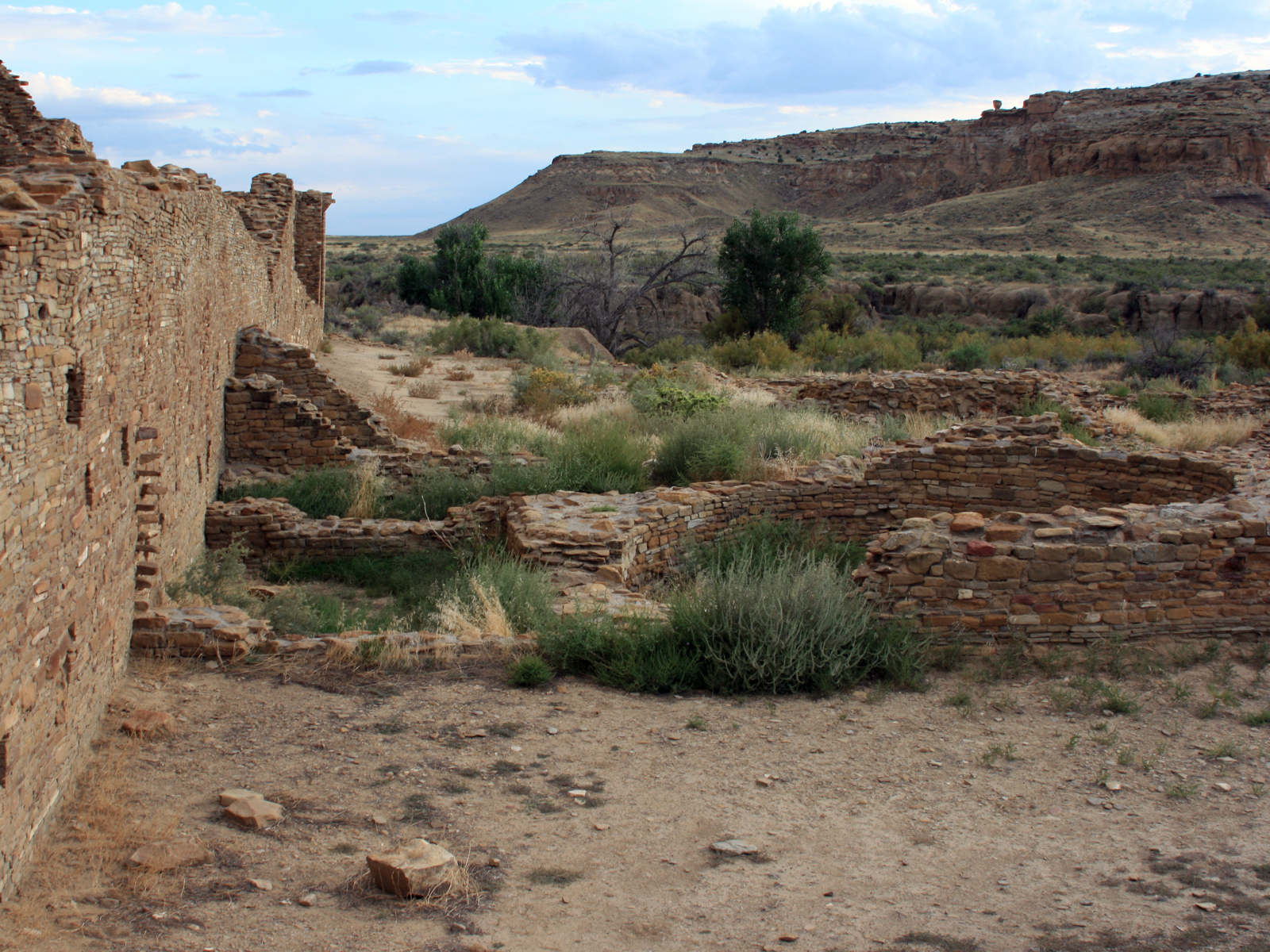
A második szakaszra jellemző falazat (másik pueblóból)
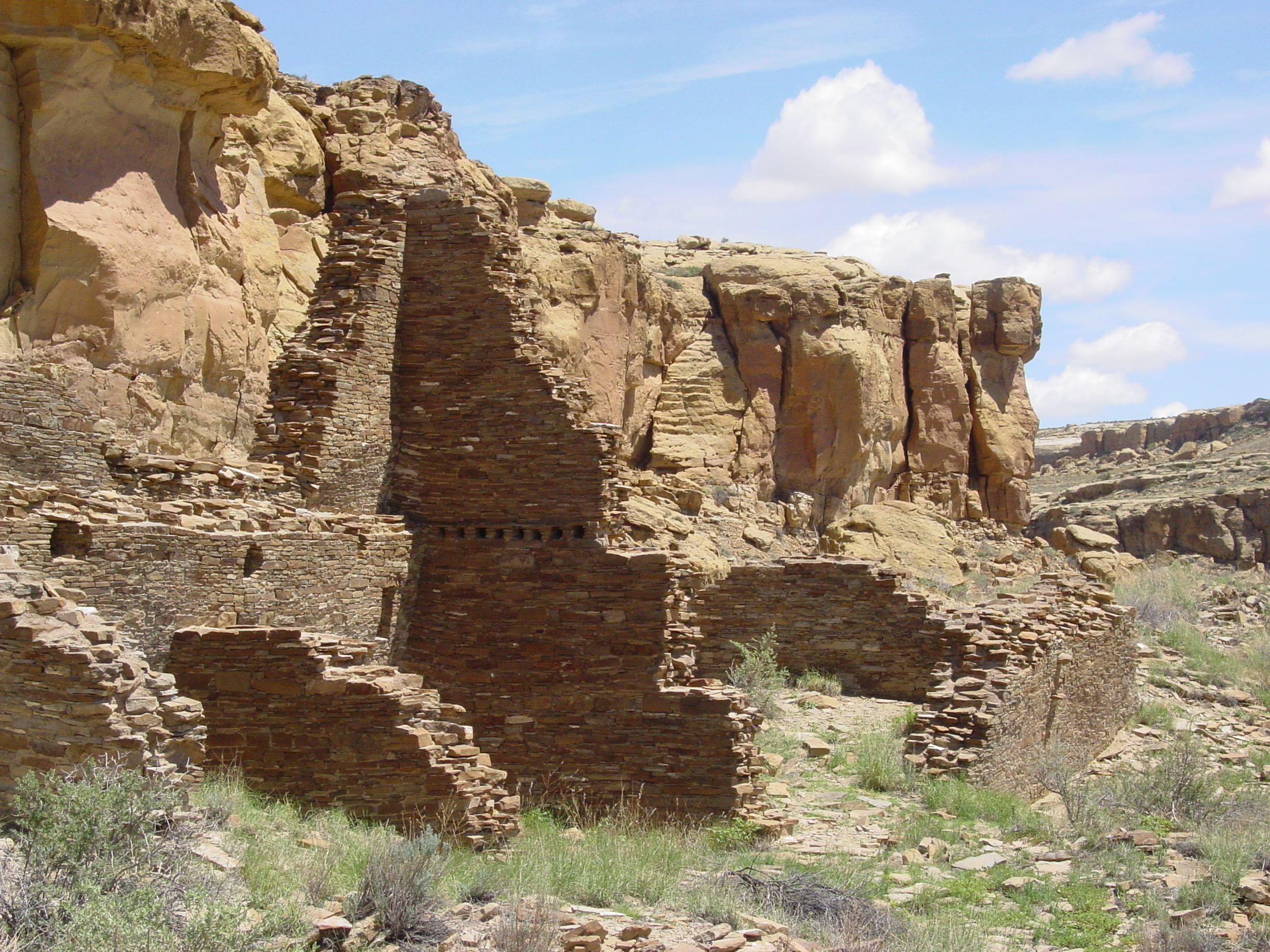
A harmadik szakasz falazata (másik puebló)
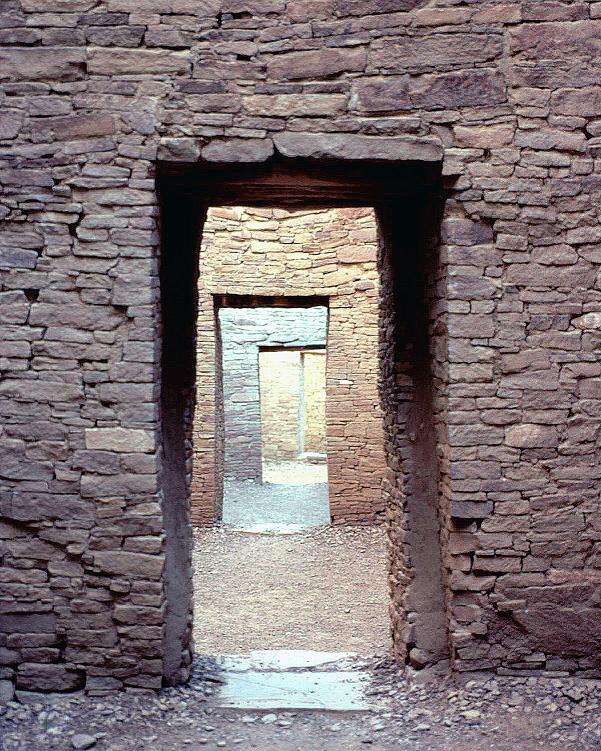
A negyedik szakasz falazata
Az anasazik nyomai